# Nacional Fast Clube
Nacional Fast Clube is een Braziliaanse voetbalclub uit Manaus in de staat Amazonas.

## Geschiedenis
De club werd op 8 juli 1930 opgericht door leden van Nacional FC die ontevreden waren bij hun club. In 1948 won de club voor het eerst het staatskampioenschap van Amazonas. In 2016 werd de club 45 jaar na de laatste titel opnieuw kampioen. In 2020 bereikte de club de kwartfinale van de nationale Série D en miste zo net de promotie. De club trok zich in 2021 terug uit de competitie en riep financiële problemen in vanwege de coronacrisis. Hierdoor was wel in het competitiereglement opgenomen dat clubs zich mochten terugtrekken zonder te degraderen zodat de club in 2022 kan terugkeren. De club eindigde bij de terugkeer op een vierde plaats, maar trok zich wegens financiële problemen toch terug voor het seizoen 2023.

## Erelijst
Campeonato Amazonense
1948, 1949, 1955, 1960, 1970, 1971, 2016
Copa Amazonas
2015